# Acanthocnemus nigricans
Acanthocnemus nigricans is een keversoort uit de familie Acanthocnemidae. De wetenschappelijke naam van de soort werd voor het eerst geldig gepubliceerd in 1845 door Hope als Dasytes nigricans